# عاصم حسن
عاصم حسن (19 نوفمبر 1986 في الهند - ) هو لاعب كرة قدم هندي في مركز الوسط. لعب مع نادي بونه وONGC FC ‏ ونادي جاجاتجيت للقطن والمنسوجات ‏ وVasco SC ‏.

## وصلات خارجية
- عاصم حسن على موقع قاعدة بيانات كرة القدم.إي يو (الإنجليزية)